# Shōta Saitō (Fußballspieler, 1996)
Shōta Saitō (japanisch 斎藤 翔太 Saitō Shōta; * 7. Dezember 1996 in der Stadt Ōmiya (heute Bezirk Nord, Stadt Saitama), Präfektur Saitama) ist ein japanischer Fußballspieler.

## Karriere
Saitō erlernte das Fußballspielen in der Jugendmannschaft von Urawa Reds. Hier unterschrieb er 2015 auch seinen ersten Vertrag. Der Verein spielte in der höchsten Liga des Landes, der J1 League. 2015 spielte er achtmal in der J.League U-22 Selection. Diese Mannschaft, die in der dritten Liga, der J3 League, spielte, setzte sich aus den besten Nachwuchsspielern der höherklassigen Vereine zusammen. Das Team wurde mit Blick auf die Olympischen Sommerspiele 2016 in Rio de Janeiro gegründet. 2016 wurde er an den Zweitligisten Mito HollyHock ausgeliehen. 2018 wechselte er zum Japan Soccer College. Für den Verein absolvierte er 20 Ligaspiele. 2020 wechselte er zu Suzuka Point Getters.

## Erfolge
Urawa Reds
- Kaiserpokal

Finalist: 2015